# Таз Татарский
Таз Татарский — деревня в Берёзовском районе Пермского края. Входит в состав Кляповского сельского поселения.

## Географическое положение
Деревня расположена на левом берегу реки Таз (правый приток реки Сылва), к юго-востоку от райцентра, села Берёзовка.

## Население
| 2010 |
| ---- |
| 174  |

## Улицы
- Верхняя ул.
- Лесная ул.
- Центральная ул

## Топографические карты
- Лист карты O-40-91 Усть-кишерть. Масштаб: 1 : 100 000. Состояние местности на 1980 год. Издание 1987 г.